# 谷井翠山
谷井 翠山（やつい すいざん、1878年4月20日 - 没年不明）は、明治から昭和初期にかけて活動した日本画家。本名は藤楠、旧姓は津本。資産家であり、公募展への出品は少ない。同じ雅号の三木翠山と混同される事がある。

## 来歴
1878年（明治11年）4月に和歌山県日高郡御坊村（現和歌山県御坊市）の蝋燭商の大黒屋の津本家に生まれた。16才から文人画家の筑紫翠雲に学び、20才で上京し、川端玉章の画塾に入った。
後に和歌山市雑賀村関戸（現和歌山市関戸）の大地主の谷井家に婿養子として入った。その頃の当主の谷井勘蔵は翠山の誕生翌年の明治12年には地租221円持、貴族院多額納税者議員互選人だった。

## 主な作品

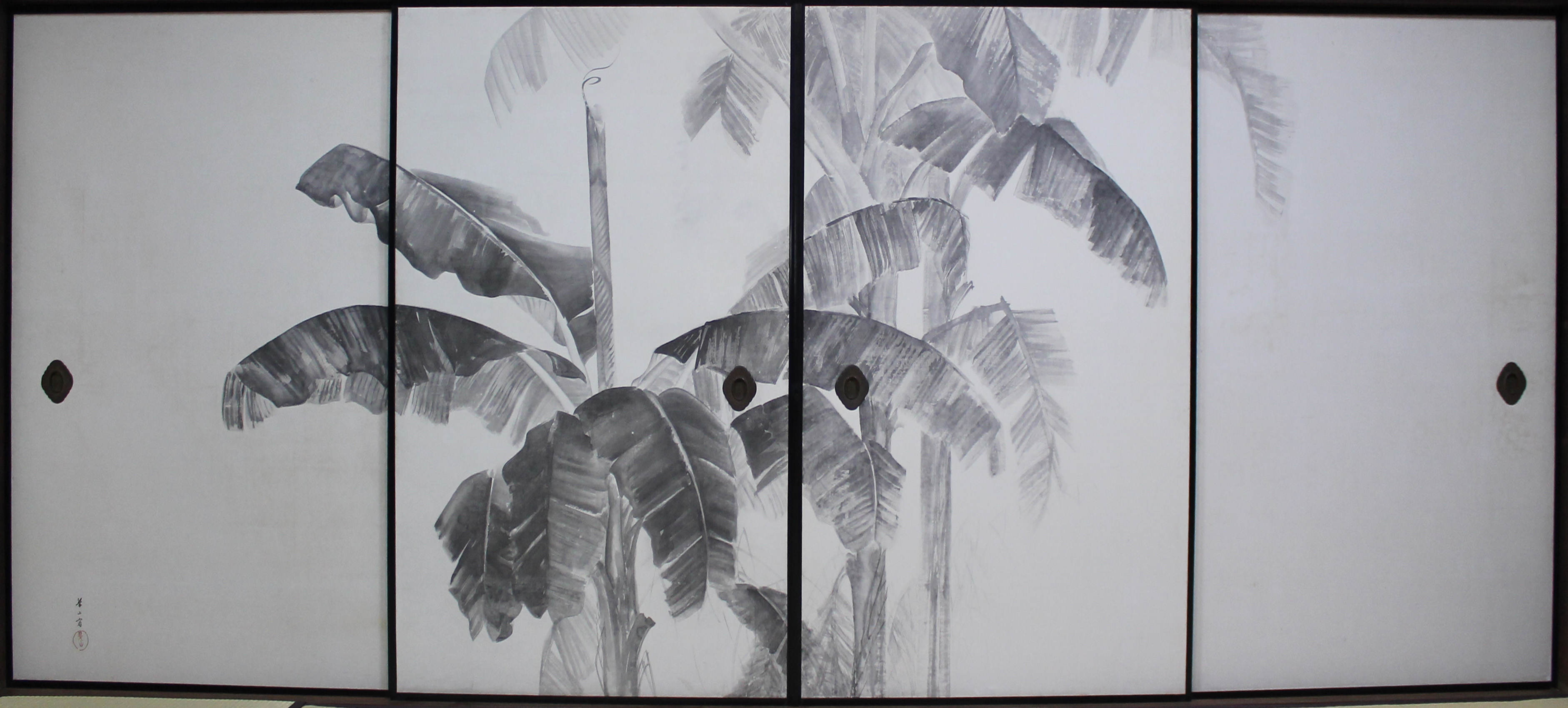
『芭蕉図襖』（道成寺）

- 1901年（明治34年） 「水墨山水」 『美術画報』 十五編巻八
- 1929年（昭和4年） 「雨後の香落渓」 早苗会展覧会図録 第30回
- 1934年（昭和9年） 「山水図襖」 天性寺 本堂襖（四面、絵画寸法巾142.5cm高205.2cm）
- 制作年不明 「蓬莱山水之図」 個人蔵
- 制作年不明 題不明（蓮と白鷺） 個人蔵
- 制作年不明 題不明 個人蔵 和歌山県立近代美術館寄託
- 制作年不明 「芭蕉図襖」 道成寺 庫裏襖（四面）
- 制作年不明 「山水図襖」 道成寺 庫裏襖（四面）

## 関連リンク
- 東京文化財研究所『美術画報』所載図版データベース＞津本翠山＞『水墨山水』